# Агиос Власиос (дем Волос)
Агиос Власиос (на гръцки: Άγιος Βλάσιος) със старо име до 1927 година Карабас (на гръцки: Καραμπάς) или Карабаси (на гръцки: Καραμπάσι) е село на Пилио, Магнезия, Тесалия, Гърция. Намира се на 15 км от Волос на склоновете на Пилио. Селото притежава типичната Пелионска архитектура.
Агиос Власиос е било турско село, като в миналото е имало джамия. Минарето на джамията устоява на земетресенията, но в края на XX век е взривено от гръцки вандали.